# Луи де Бурбон (епископ Льежа)
Луи де Бурбон (фр. Louis de Bourbon; 1438 — 30 августа 1482, близ Льежа) — князь-епископ Льежа в 1456—1482.

## Биография
Сын Шарля I де Бурбона и Агнессы Бургундской.
В возрасте семи лет был отправлен ко двору своего дяди Филиппа III Доброго. Обучался в Лувенском университете. После получения сана дядя достал ему доходные церковные должности в Брюггском и Льежском епископствах (1451 и 1453), а затем добился от папы Каликста III назначения племянника Льежским епископом на смену Иоганну фон Хайнсбергу.
Папа колебался, опасаясь назначать на такой важный пост человека, являвшегося иностранцем для Империи, не имевшего необходимых знаний и добродетелей, и даже ещё не окончившего университет, но обещания герцога Бургундского отправиться в крестовый поход против турок заставили понтифика согласиться.
30 марта 1456 года Луи де Бурбон был назначен епископом. Неопытность юного князя вызывала опасения, и в марте 1457 года папа направил в Льеж Жана Мийе, епископа Суассонского, который несколько лет, в сотрудничестве с Герхардом фон Хайнсбергом, графом фон Бланкенхаймом, помогал управлять княжеством.
Юный епископ довольно быстро вступил в конфликт со знатью и горожанами, недовольными ущемлением их вольностей и деспотичным образом правления. После того как одного молодого человека, в пьяном виде выкрикнувшего оскорбления в адрес Луи, подвергли четвертованию, льежцы стали сравнивать новый режим с печальными временами господства герцога Жана Безжалостного. 17 сентября 1460 года удалось достичь соглашения, но вскоре недовольные снова устроили беспорядки, разграбили дома чиновников, и вошли в сношения с конфедерацией десяти фламандских городов, восставших против герцога Бургундского.
Бурбон 29 октября 1461 года наложил на льежцев интердикт, но архиепископ Кёльнский отменил его, посчитав слишком суровой мерой. Был собран мирный конгресс в Маастрихте, и епископа убедили согласиться на компромисс, но, получив известие о том, что папа одобрил интердикт, Бурбон отказался от переговоров, и гражданская война в княжестве возобновилась.
Мятежники овладели городом, заключили союз с архиепископом Кёльнским и графом Бара; в конфликт также вмешался Людовик XI, убедивший льежцев просить о покровительстве Франции. Бурбон бежал в Юи, а жители Льежа 17 июня 1465 года заключили союз с Францией и изгнали приверженцев епископа из городов княжества, после чего Луи бежал в Брюссель и просил герцога Бургундского о поддержке.

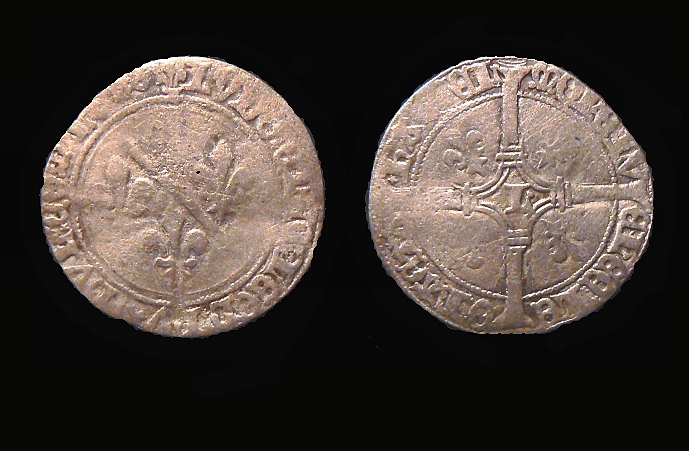
Льежские монеты Луи де Бурбона

30 августа была объявлена война, 19 октября бургундские войска разгромили льежцев в кровопролитном сражении на равнине Монтенекена, и 22 декабря был заключен Сен-Тронский мир, восстановивший власть епископа, и ставивший Льеж в зависимость от герцога. Папа Павел II 23 декабря 1465 года издал буллу, известную в льежской истории под названием Паулина, которой обязал города княжества признать власть епископа и выплатить 50 тыс. золотых флоринов штрафа, для финансирования крестового похода. Все города княжества признали власть епископа, кроме Динана, продолжавшего сопротивление до августа следующего года, когда он был взят брабантскими войсками и полностью разрушен.
Несмотря на формальный мир, конфликт между епископом и льежцами продолжался. Бурбон отказывался снять интердикт, а горожане требовали отставки его советников. В 1467 году льежское восстание возобновилось, мятежники захватили резиденцию епископа в Юи, и Бурбону пришлось бежать ко двору Карла Смелого. 28 октября бургундские войска разгромили льежцев у Брюстема, и 17 ноября епископ и герцог вошли в город. Карл Смелый лишил жителей всех вольностей, и приговорил к вечному изгнанию лидеров мятежников, бежавших из города.
Папа пытался уладить конфликт, направив в княжество легата для снятия интердикта и организации переговоров между жителями и епископом, но к тому времени Льеж стал ареной франко-бургундской борьбы. Агенты Людовика XI пообещали жителям военную помощь Франции, город снова восстал, и 9 сентября 1468 года изгнанники вступили в Льеж и заняли епископский дворец. Реакция Карла Смелого была быстрой и жестокой. В сопровождении короля Франции, который после свидания в Перонне фактически был его пленником, герцог вторгся в княжество, сломив отчаянное сопротивление восставших, после шести дней упорных штурмов и ожесточенных уличных боев 3 ноября ворвался в город, который был полностью разграблен и сожжен. Руины Льежа догорали шесть или семь недель, население разбежалось, а долина Мааса и соседние области были опустошены бургундскими войсками.
Герцог рассматривал Льеж как завоёванную страну, наложил контрибуцию, устроил чрезвычайные трибуналы для расправы над мятежниками, а по соглашению от 1 июля 1469 года получил под свою власть четверть города. Бурбон, живший в Маастрихте, а затем в Юи, прибыл в свою столицу только 3 января 1470 года, и через два дня покинул город, все ещё лежавший в развалинах.
В 1473 году епископ сопровождал герцога Бургундского на Трирской конференции, а в 1475 году при осаде Нойса.
После гибели Карла Смелого Луи де Бурбон отправился в Гент просить у его наследницы герцогини Марии избавить страну от иностранной тирании. 19 марта 1477 года Мария Бургундская отменила навязанные Карлом Смелым договоры и восстановила епископа в его суверенных правах.
По словам Филиппа де Коммина, Луи просил о снятии с жителей штрафа примерно в 30 тыс. флоринов, однако,

…он не слишком нуждался в том, чтобы его просьба была уважена, и предпочел бы, чтобы жители были победнее (он ведь ничего не взимал со своей области, кроме доходов с небольшого домена, несмотря на обширность и богатство области и свою большую духовную власть).— Филипп де Коммин. Мемуары, с. 201
10 апреля Бурбон вступил в город, встречаемый радостными приветствиями горожан, с которыми, наконец, достиг примирения на условиях, изложенных в Паулине.
Мир был недолгим, так как Людовик XI, желавший вырвать Льеж из-под влияния эрцгерцога Максимилиана, организовал заговор против епископа. Чтобы предотвратить новое французское вмешательство, сословия Льежа 15 февраля 1478 года объявили о нейтралитете княжества во франко-габсбургском конфликте, а епископ отправился с предложением союза к Максимилиану.

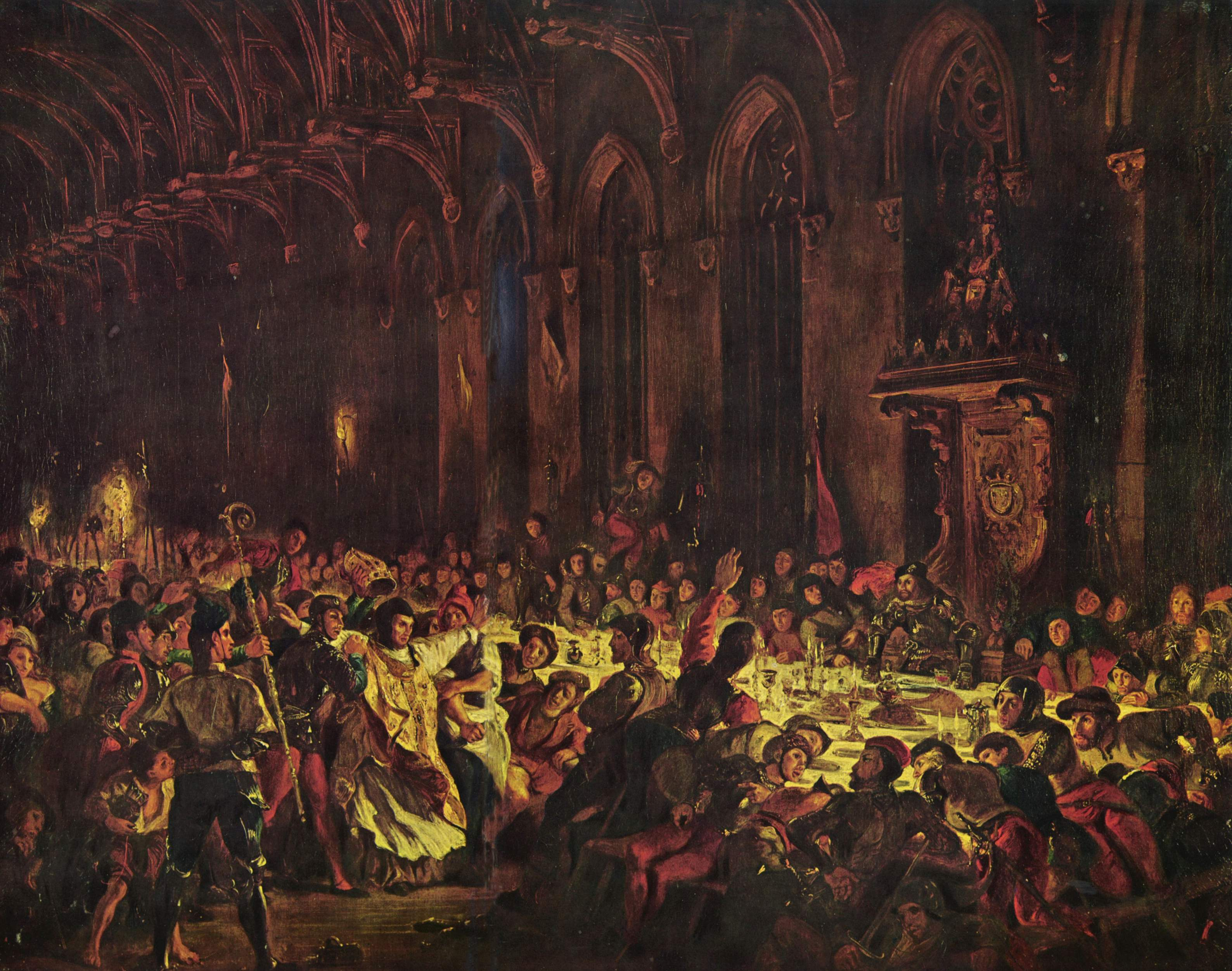
Эжен Делакруа. Убийство льежского епископа (1830), Лувр

Король Франции предоставил субсидию старинному врагу Бурбона знаменитому феодалу-разбойнику Гийому де Ламарку, прозванному Арденнским вепрем. Желая разорвать перемирие с Максимилианом, Людовик побудил Гийома к активным действиям. Епископ просил помощи эрцгерцога, и 30 августа 1482 года выехал из Юи в Льеж, куда должны были подойти габсбургские войска. Не доехав до города, небольшой плохо вооруженный отряд был настигнут Гийомом у ручья Вез. В стычке Луи де Бурбон получил удар в лицо, и Арденнский вепрь приказал прикончить брошенного к его ногам епископа. Говорили даже, что он сам нанес Бурбону смертельный удар. Коммин, в то время уже отстраненный от участия в большой политике, и потому не имевший точной информации, пишет, что «он разбил епископа в сражении, собственноручно убил его и сбросил его тело в реку, где оно пролежало три дня».
Гийом де Ламарк вступил в город, где объявил себя наместником (мамбуром). Тело епископа, обнаруженное на следующий день в устье ручья, было доставлено в город и без официальных церемоний погребено в соборе. Позднее брат Гийома и его противник Эврар III де Ламарк приказал установить медную доску с латинской надписью, обозначавшей дату смерти прелата.

## Личность и семья
Правление Луи де Бурбона стало одним из самых мрачных периодов истории Льежа, а епископ, не имевший способностей к управлению и достоинств, положенных священнослужителю, оставил по себе дурную память.
По словам Филиппа де Коммина, «он был человеком, любившим хорошо поесть и пожить, и мало разбирался в том, что для него полезно, а что нет».
Жуир, плохо подходивший на роль епископа, Луи де Бурбон с 1464 года состоял в тайном незаконном браке с принцессой Екатериной Эгмонт (1439—1496), регентшей Гельдерна, дочерью Арнольда Эгмонта, герцога Гельдерна, и Екатерины фон Клеве, от которой имел троих легитимированных сыновей:
- Пьер де Бурбон-Бюссе (1464—1529), «великий льежский бастард», барон де Бюссе, основатель линии Бурбон-Бюссе. Жена (1498): Маргарита де Турзель (ум. 1531), дама де Бюссе, дочь Бертрана де Бюссе и Изабеллы де Леви
- Луи де Бурбон (1465 — после 26.06.1500)
- Жак де Бурбон (1466—1537), великий приор ордена госпитальеров во Франции

## В беллетристике
Луи де Бурбон является персонажем романа «Квентин Дорвард» (1823) Вальтера Скотта, где изображен человеком благородным и праведным.

## В кино
- «Квентин Дорвард (англ.)» (производство США), 1955) режиссёр Ричард Торп, в роли епископа — Харкорт Уильямс.
- «Квентин Дорвард» (Франция-Германия, 1971) режиссёр Жиль Гранжье, в роли епископа — Анри Насье.
- «Приключения Квентина Дорварда, стрелка королевской гвардии» (СССР, 1988) режиссёр Сергей Тарасов, в роли епископа — сам режиссер.

## Комментарии
1. ↑  Формально он был рукоположен в епископы только 1 мая 1467